# El Calvario
El Calvario is een gemeente in het Colombiaanse departement Meta. De gemeente telt 2256 inwoners (2005).
De gemeente was het epicentrum van een middelzware aardbeving van 5.9 Mw in 2008.

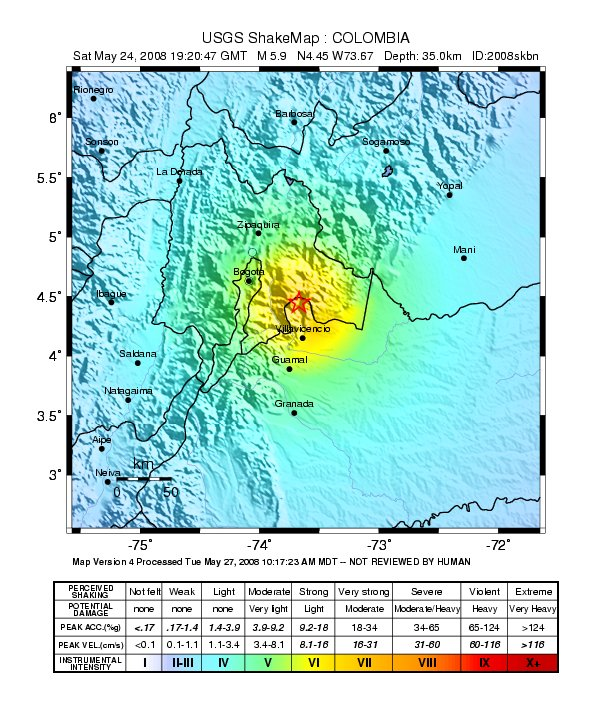
Aardbeving 2008

Acacías · Barranca de Upía · Cabuyaro · Castilla la Nueva · Cubarral · Cumaral · El Calvario · El Castillo · El Dorado · Fuente de Oro · Granada · Guamal · La Macarena · Lejanías · Mapiripán · Mesetas · Puerto Concordia · Puerto Gaitán · Puerto Lleras · Puerto López · Puerto Rico · Restrepo · San Carlos de Guaroa · San Juan de Arama · San Juanito · San Martín · Uribe · Villavicencio · Vista Hermosa